# Zoran Zupančič
Zoran Zupančič, slovenski smučarski skakalec in trener, * 13. avgust 1975.
Zoran Zupančič se je s skoki pričel ukvarjati pri šestih letih v Žirovskem skakalnem klubu. 
V svetovnem pokalu je prvič nastopil 28. marca 1993 na tekmi v Planici. Skakalno kariero je končal po sezoni 1995, v kateri je v Saporu s tridesetim mestom dosegel edino uvrstitev med dobitnike točk svetovnega pokala. V času mladinskega tekmovanja na mednarodnih in poletnih tekmovanjih je večkrat prišel med prvih deset.
Po končani aktivni skakalni karieri pri 21 letih se je pričel ukvarjati s trenerstvom. S trenerstvom je začel v lokalnem žirovskem klubu SSK Alpina. V času njegovega trenerstva je klub močno napredoval. Začel se je uvrščati med najboljše skakalne klube v Sloveniji. V Žireh se je z dobrim delom zapisal z naslednjimi skakalci: Tomaž Naglič, Gašper Klinec, Matic Benedik, Ema Klinec in Nika Križnar. Po njegovem odhodu iz kluba v DPNC je njegovo delo, kot glavni trener kluba prevzel Jernej Kumer. Zoran Zupančič je veliko pripomogel tudi h gradnji nordijskega centra v Žireh.
V sezoni 2012/2013 postal trener DPNC (Državni Panožni Nordijski Center) . Sprva je bil vodja otroških tekmovanj, nadaljeval pa je s FIS tekmovanji za slovensko izbrano vrsto. Zadnja tri leta je glavni trener mladinske vrste pri dekletih. Tako tudi spremlja slovensko mladinsko izbrano vrsto na mladinskih tekmovanjih izmed katerih velja posebej omeniti mladinske olimpijske igre in mladinsko svetovno prvenstvo. S tekmovalkami je osvojil 15 medalj na velikih mladinskih tekmovanjih. 
Med njegove največje uspehe lahko štejemo:
- osvojitev zlate medalje leta 2016 na mladinskih olimpijskih igrah v Lillehamerju z Emo Klinec
- osvojitev zlate medalje v mešani ekipi leta 2016 na mladinskih olimpijskih igrah v Lillegamerju z Emo Klinec, Borom Pavlovčičem in Vidom Vrhovnikom
- osvojitev srebrne medalje leta 2017 na mladinskem svetovnem prvenstvu v Park Cityu. z Emo Klinec.
- osvojitev bronaste medalje leta 2017 na mladinskem svetovnem prvenstvu v Park Cityu. z Niko Križnar.
- osvojitev ekipne srebrne medalje leta 2017 na mladinskem svetovnem prvenstvu v Park Cityu. Ekipo so sestavljale Jerneja Brecl, Katra Komar, Nika Križnar in Ema Klinec.
- osvojitev srebrne in bronaste medalje na olimpijskem festivalu evropske mladine v Turčiji leta 2017 z Niko Križnar in Katro Komar.
- osvojitev zlate medalje na ekipni tekmi mešanih ekip olimpijskem festivalu evropske mladine v Turčiji leta 2017 z Niko Križnar, Katro Komar, Timijem Zajcem in Tomijem Jovanom.
- osvojitev prve zlate medalje v zgodovini Slovenije z Niko Križnar na mladinskem svetovnem prvenstvu leta 2018 v švicarskem Kandterstgnu.
- osvojitev srebrne medalje  z Emo Klinec na mladinskem svetovnem prvenstvu leta 2018 v švicarskem Kandterstgnu.
- ekipna zmaga na mladinskem svetovnem prvenstvu v švicarskem Kandterstgnu leta 2018 z Jernejo Brecl, Niko Križnar, Katro Komar in Ema Klinec.
V sezoni 2018/2019 je Zoran Zupančič imenovan za glavnega trenerja ženske članske reprezentance.
Zoran Zupančič je končal študij na Fakulteti za Šport leta 2005, kar mu daje naziv profesor športne vzgoje - trener.